# Thornton, Fife
Thornton är en ort i Storbritannien.   Den ligger i kommunen Fife och riksdelen Skottland, i den centrala delen av landet, 500 km norr om huvudstaden London. Thornton ligger 56 meter över havet och antalet invånare är 1 743.
Terrängen runt Thornton är platt åt sydost, men åt nordväst är den kuperad. En vik av havet är nära Thornton åt sydost.Runt Thornton är det tätbefolkat, med 913 invånare per kvadratkilometer. Närmaste större samhälle är Glenrothes, 3,5 km norr om Thornton. Runt Thornton är det i huvudsak tätbebyggt.